# Lordomyrma caledonica
Lordomyrma caledonica é uma espécie de formiga do gênero Lordomyrma, pertencente à subfamília Myrmicinae.